# إيناس مولر
إيناس مولر (بالألمانية: Ines Müller)‏ هي متزلجة فنية ألمانية، (و. القرن 20  م).